# ハプログループI (Y染色体)
ハプログループI-M170 (Y染色体)（ハプログループI-M170 (Yせんしょくたい)、英: Haplogroup I (Y-DNA)）とは、分子人類学において人類の父系を示すY染色体ハプログループ（型集団）の分類で、ハプログループIJの子系統で、L41, M170, M258, P19_1, P19_2, P19_3, P19_4, P19_5, P38, P212, U179の変異によって定義されるグループである。

## 分布
ヨーロッパに高頻度である。
I1系統が北欧に、I2系統がバルカン半島に多い。
- ヘルツェゴヴィナ人（英語版）に63.8%[3]
- ルーマニア人に48.1%[4]
- ボスニア人に42.0%[3]
- ノルウェー人に40.3%[5]
- スウェーデン人に40%[6]

などである。
ハプログループC1a2 (Y染色体)に次いでヨーロッパに分布を広げたグループであり、32,000-22,000年前にヨーロッパに至った。
コンゲモーゼ文化、スウィデリアン文化やクンダ文化の担い手と考えられる。
サブグループI1は北方人種と、I2はディナール人種と分布の相関がみられる。

## 下位系統
ISOGG 2011による。
- I  L41, M170, M258, P19_1, P19_2, P19_3, P19_4, P19_5, P38, P212, Page123, U179
  - I*
  - I1  L64, L75, L80, L81, L118, L121/S62, L123, L124/S64, L125/S65, L157.1, L186, L187, L840,             M253, M307.2/P203.2, M450/S109, P30, P40, S63, S66, S107, S108, S110, S111 ：北欧に多い。新石器時代はヨーロッパ中部に分布しており[11]、北欧へ至ったようである。
  - I2  L68/PF3781/S329, M438/P215/PF3853/S31　ヨーロッパ中南部に多い。

## クロマニョン人
13,000年前のスイスのクロマニョン人を遺伝子調査したところ、ハプログループI2a (Y染色体)に属すという結果が出た。
これによりハプログループIはクロマニョン人のハプロタイプであることが明らかとなった。

## 農耕と巨石文明の受容
ハプログループIはヨーロッパ先住系の狩猟採集民（クロマニョン人）だが、後からハプログループG2aによってもたらされた農耕と巨石文明を受容した。
巨石記念物の作り手としてハプログループG2aとともにハプログループI2aも検出されている。

## 碧眼・金髪・高身長
ハプログループI（特にI1）は碧眼の分布と相関しており、碧眼遺伝子の担い手であったようである。また金髪の分布とも相関している。
ヨーロッパにおける高身長地域とハプログループIの分布が重なることから、高身長との関連性も示唆される。